# Deutsche Leberhilfe
Die Deutsche Leberhilfe e. V. ist eine bundesweit tätige Patientenorganisation und als gemeinnütziger Verein eingetragen. Sie versteht sich als Informationsschnittstelle zwischen Ärzten und Leberpatienten. Sie verfolgt als Hauptziel, Hilfe zur Selbsthilfe zu leisten, indem sie Patienten und ihre Angehörigen berät und Informationsschriften in verständlicher Sprache herausgibt. Ein weiteres Ziel des Vereins ist, die Bevölkerung über mögliche Ursachen, Verlauf, Therapie und Verhütung von Leberkrankheiten zu informieren. Langfristig soll dies dazu beitragen, Vorurteile zu entkräften und den schlechten Ruf der Lebererkrankungen als „selbstverschuldete“ Krankheiten zu verbessern.

## Gremien und Geschäftsführung

### Der Vorstand
Der Verein wird von einem ehrenamtlich tätigen Vorstand geleitet und nach außen vertreten. Christoph Sarrazin, leitender Arzt am St.-Josefs-Hospital Wiesbaden, ist Vorstandsvorsitzender der Deutschen Leberhilfe e. V. Der Vorstand überwacht auch die Geschäftsstelle und trifft die Entscheidung hinsichtlich der Verwendung der Mittel.

### Der wissenschaftliche Beirat
Bei medizinischen Fragen wird die Deutsche Leberhilfe e. V. von einem wissenschaftlichen Beirat unterstützt, welcher die Richtigkeit, Aktualität und Seriosität der medizinischen Informationen gewährleistet. Der Beirat besteht aus Fachärzten der Hepatologie und Wissenschaftlern aus der Bundesrepublik Deutschland.

### Die Geschäftsstelle
Die Deutsche Leberhilfe e. V. hat ihre Geschäftsstelle in Köln.

### Organisation
Unterstützt wird die Deutsche Leberhilfe e. V. auch durch ehrenamtliche Helfer und vom Verein unabhängige Selbsthilfegruppen und Selbsthilfeberater, die in den einzelnen Bundesländern vor Ort aktiv sind.

### Mitgliedschaft
Der Verein hat ca. 1550 Mitglieder und 100 Abonnenten (Stand: Januar 2021).

## Aktivitäten und Aufgaben der Deutschen Leberhilfe e. V.
Es sind mittlerweile über 100 verschiedene Leberkrankheiten bekannt. Die Deutsche Leberhilfe e. V. bietet eine Beratung zu sämtlichen Lebererkrankungen an. Die Schwerpunkte des Vereins sind Virushepatitis A bis E, Fettlebererkrankungen, Autoimmune Hepatitis und PBC sowie andere autoimmune, toxische oder stoffwechselbedingte Erkrankungen.

### Patientenbetreuung und Zusammenarbeit mit Ärzten
Die Deutsche Leberhilfe e. V. bietet folgende Leistungen für Patienten und ihr Umfeld an:
- Beratung per E-Mail und Telefon
- Vermittlung von Betroffenen an andere Einrichtungen oder Organisationen
- Weitergabe von Adressen an Patienten (Ärzte, Selbsthilfegruppen und Reha-Kliniken)
- Unterstützung und Aufbau von lokalen Selbsthilfegruppen
- Erstellung und Weitergabe von themenspezifischen Literaturhinweisen
- Informationsschriften für Leberkranke, um ihnen den Umgang und das Leben mit ihrer Erkrankung zu erleichtern.
- Organisation von Arzt-Patienten-Seminaren für Patienten
- Schulungen von Selbsthilfeberatern
- Schulungen oder Workshops für Mediziner, um über Lebererkrankungen, deren Vermeidung und Behandlung aufzuklären.

### Publikationen
Die Deutsche Leberhilfe e. V. veröffentlicht viermal im Jahr die Mitgliederzeitschrift „Lebenszeichen – Das Lebermagazin“, welches sich in erster Linie an Patienten und Selbsthilfegruppen richtet. Zu den Themen gehören Berichte zu neuen Therapien und Studien, Erfahrungsberichte sowie Berichte über die politischen Aktivitäten des Vereins.

### Öffentlichkeitsarbeit
Ein weiteres Ziel der Deutschen Leberhilfe e. V. ist es, die Öffentlichkeit über die verschiedenartigen Lebererkrankungen aufzuklären. Dies geschieht durch eigene Publikationen sowie Veröffentlichungen in den Printmedien, in Rundfunk- und Fernsehsendungen. Dabei stehen Informationen über Ursachen, Diagnose- und Therapiemöglichkeiten sowie präventive Verhaltensweisen im Vordergrund.
Mit ihrer Öffentlichkeitsarbeit will die Deutsche Leberhilfe e. V., Vorurteile abbauen, gesellschaftliche Akzeptanz erreichen sowie die Prävention und Früherkennung von Leberkrankheiten fördern.
Die Deutsche Leberhilfe e. V. ist Ausrichter des Welt-Hepatitis-Tages in Deutschland sowie Mitausrichter des Deutschen Lebertages.

### Forschung
Die Deutsche Leberhilfe führt eigene Forschungsprojekte in Form von Umfragen durch, welche insbesondere die Auswirkung von bestimmten Leberkrankheiten auf die Situation der Patienten untersucht. Bisher veröffentlichte Studien beleuchten die Lebensqualität, den Wissensstand und die sozioökonomische Situation von Patienten mit Hepatitis B und C sowie PBC und Autoimmunhepatitis. Als Patientenvertretung beteiligt sich die Leberhilfe an nationalen und europäischen Leitlinien zur Behandlung verschiedener Lebererkrankungen.

### Politische Aktivitäten
national: Die Deutsche Leberhilfe e. V. ist dem Dachverband BAG Selbsthilfe e. V. angeschlossen. Zudem ist die Leberhilfe Mitbegründer der Deutschen Leberstiftung.
Die Deutsche Leberhilfe e. V. fordert von der Bundesregierung die Unterstützung und Durchführung von Aufklärungskampagnen über Lebererkrankungen.
international: Die Deutsche Leberhilfe e. V. war von 2003 bis Ende 2018 Gründungsmitglied des europäischen Dachverbandes European Liver Patients Association (ELPA) und ist Gründungsmitglied des 2020 gegründeten Verbandes Liver Patients International (LPI). Die Deutsche Leberhilfe e. V. ist zudem Mitglied in der global aktiven World Hepatitis Alliance (WHA). In den Jahren 2014 bis 15 war die Deutsche Leberhilfe e. V. Mitinitiator einer globalen Initiative, nach welcher der irreführende PBC-Name "Primär biliäre Zirrhose" weltweit in "Primär biliäre Cholangitis" umbenannt wurde.